# Bunis
Bunis – według wierzeń tatarskich demon podporządkowany Bunowi. Cechuje go wielka złośliwość i olbrzymia siła. Atakuje wraz z innymi Bunisami. Chroni przed nimi jedynie czyste sumienie. Jednakże szamani oswajają je i uważają, że dzięki nim potrafią przepowiadać przyszłość.